# Ba bét hòn Hèo
Ba bét hòn Hèo (danh pháp Mallotus hanheoensis) là một loài thực vật có hoa trong họ Đại kích. Loài này được Nguyễn Nghĩa Thìn mô tả khoa học đầu tiên năm 1995.